# Vojenský újezd Hradiště
Vojenský újezd Hradiště (Nederlands: Militair oefenterrein Hradiště) is een militair oefenterrein in de regio Karlsbad, en maakt deel uit van het district Karlovy Vary. Hradiště telt geen inwoners (2023).
Het oefenterrein stamt uit het begin van de jaren vijftig en ligt in een gebied dat vroeger door Boheemse Duitsers werd bewoond. Vanaf 1945 werden zij verdreven en was het gebied relatief leeg.
In het gebied van het oefenterrein lagen oorspronkelijk 18 gemeenten: Albeřice (Alberitz), Bražec (Bergles), Bukovina (Buckwa), Činov (Schönau), Dlouhá (Langgrün), Dolní Lomnice (Unterlomitz), Dolní Valov (Unterwohlau), Javorná (Ohorn), Korunní (Krondorf), Lochotín (Lochotin), Lučina (Hartmannsgrün), Lučiny , Malý Hlavákov (Kleinlubigau), Obrovice (Wobern), Ořkov , Radošov (Reschwitz), Střelnice en Svatobor (Zwetbau). Tussen haakjes staan de oude Duitse namen.  In 2016 zijn, bij de verkleining van de Vojenský ůjezd Hradiště, Bražec en Doupovské Hradiště zelfstandige gemeenten geworden.
Abertamy · Andělská Hora · Bečov nad Teplou · Bochov · Boží Dar · Božičany · Bražec · Březová · Černava · Čichalov · Dalovice · Děpoltovice · Doupovské Hradiště · Hájek · Horní Blatná · Hory · Hroznětín · Chodov · Chyše · Jáchymov · Jenišov · Karlsbad (Karlovy Vary) · Kolová · Krásné Údolí · Krásný Les · Kyselka · Merklín · Mírová · Nejdek · Nová Role · Nové Hamry · Ostrov · Otovice · Otročín · Pernink · Pila · Potůčky · Pšov · Sadov · Smolné Pece · Stanovice · Stráž nad Ohří · Stružná · Šemnice · Štědrá · Teplička · Toužim · Útvina · Valeč · Velichov · Verušičky · Vojenský újezd Hradiště · Vojkovice · Vrbice · Vysoká Pec · Žlutice